# 李思豪
李思豪（1986年7月15日—）是香港足球員，司職後衛，曾效力於香港08、沙田體育會足球隊、淦源足球會、南區足球會，現效力於香港甲組足球聯賽東區體育會。

## 外部連結
- Soccerway資料庫：李思豪
- 李思豪 （页面存档备份，存于）在HKFA的資料